# Newtown (Connecticut)
Newtown es un pueblo ubicado en el condado de Fairfield en el estado estadounidense de Connecticut. En el año 2005 tenía una población de 26.996 habitantes y una densidad poblacional de 180 personas por km².

## Geografía
Newtown se encuentra ubicada en las coordenadas 41°23′54″N 73°17′35″O / 41.39833, -73.29306.

## Demografía
Según la Oficina del Censo en 2000 los ingresos medios por hogar en la localidad eran de $90,193, y los ingresos medios por familia eran $99,192. Los hombres tenían unos ingresos medios de $68,965 frente a los $42,217 para las mujeres. La renta per cápita para la localidad era de $37,786. Alrededor del 3.1% de la población estaban por debajo del umbral de pobreza.

## Matanza de Newtown
El 14 de diciembre de 2012, un pistolero asesinó a 20 niños y 6 adultos en los que se incluye su madre, en la escuela Sandy Hook.